# 静岡県労働金庫
静岡県労働金庫（しずおかけんろうどうきんこ、略称：静岡労金（しずおかろうきん）、英語：Shizuoka Labour Bank）は、静岡県静岡市葵区に本店を置く労働金庫である。営業エリアは静岡県のみで、全営業店が静岡県内となっている。

## 沿革
- 1953年（昭和28年） - 静岡県労働金庫設立。
- 2007年7月2日 - 静岡県労働金庫インターネット静岡支店が開業。

## 情報処理システム
静岡県労金は長らく自前のシステムを採用しており、2003年より稼動を開始した「ユニティシステム（ろうきん新統合オンラインサービス）」に接続していなかったため、自労金の顧客に対しては他地域のろうきん窓口・ATMによる取引に一部制限があった。2007年にユニティシステム移行後は、他地域の労金の窓口・ATMでも取引ができるようになった